# Cristóbal I de Dinamarca
Cristóbal I (Ribe, 1219 - Ribe, 1259). Rey de Dinamarca (1252 - 1259). Cuarto hijo de Valdemar II y de Berenguela de Portugal.
Sucedió a sus hermanos Erico IV y Abel I, siendo elegido en el verano de 1252, y coronado en la catedral de Lund en la Navidad del mismo año.
Su reinado fue un continuo conflicto con el alto clero, ya que exigió a la Iglesia que pagase los impuestos sobre la tierra, como cualquier propietario. El obispo de Lund, Jacob Erlandsen reaccionó prohibiendo a los campesinos, que vivían o trabajaban en propiedades de la Iglesia, prestar servicio militar a Cristóbal. Erlandsen, quizá el hombre más rico del reino, insistió en que el gobierno secular no tenía control sobre la Iglesia, sus propiedades, ni su personal, y excomulgó al Rey, para demostrar que no iba a rendirse a sus deseos.

## Matrimonio y descendencia
Christóbal se casó con Margarita Sambiria, hija del conde Sambor II de Pomerania, en 1248 , con la que tuvo la siguiente descendencia:
- Erico V (1249–1286), rey de Dinamarca
- Niels (d. 21 de diciembre de 1259), muerto joven
- Valdemar, muerto joven
- Matilda (1250–1299/1300), casada con Alberto III, margrave de Brandenburg-Salzwedel
- Margarita (c. 1257–1306), casada con Juan II, conde de Holstein-Kiel

## Muerte
El rey murió inesperadamente después de recibir la sagrada comunión. De acuerdo con fuentes contemporáneas, murió después de beber la comunión envenenada de manos del obispo Arnfast de la abadía de Ribe[cita requerida], en venganza por el maltrato que había dado al arzobispo Erlendsen y la opresión del Rey a la Iglesia. La excomunión del Rey no tuvo efecto, y fue enterrado en el frontal del altar mayor de la catedral de Ribe, inmediatamente después de su muerte el 29 de mayo de 1259.